# Карбени

Синглетний та триплетний карбени.

Карбени (англ. carbenes) — електронейтральні частинки з двовалентним атомом C (R2C:), в яких атом C ковалентно зв'язаний з двома одновалентними групами будь-якої природи і несе два незв'язаних електрони, що можуть бути спін-спареними (синглетний стан, в якому проявляються електрофільні або нуклеофільні властивості карбену) або спін-неспареними (триплетний стан, де кожен з електронів знаходиться на окремій орбіталі, як у бірадикалі).
Карбени відзначаються великою реактивністю (особливо щодо води), вони стабільні у заморожених матрицях. Останнім часом синтезовано стабільні синглетні нуклеофільні гетеро-ароматичні карбени та біскарбени ряду імідазолу, бензімідазолу, 1,2,4-триазолу.
Алкілідени (alkylidenes) — карбени загальної формули R2C.

## Приклади хімічних перетворень карбену

Інсерція карбену

Carbene intramolecular reaction

Carbene intermolecular reaction